# Politika zaměstnanosti
Politika zaměstnanosti zahrnuje činnosti státu, které mají za cíl optimalizovat fungování trhu práce pomocí nástrojů, které ovlivňují nabídku a poptávku práce. Politiku zaměstnanosti lze rozdělit na 2 části, aktivní politiku zaměstnanosti, která se snaží zvyšovat zaměstnanost, a pasivní politiku zaměstnanosti, která tlumí dopady nezaměstnanosti.
Jako jedna z nejefektivnější politik zaměstnanosti je považována tzv. „flexicurity” (z anglického flexibility a security) charakteristická nízkou ochranou pracovních míst (je tedy snadné o práci přijít/změnit ji) a zároveň velmi štědrou podporou v nezaměstnanosti (ztráta práce není pro zaměstnance velké riziko) . Tato politika je typická například pro Dánsko. 

## Aktivní politika zaměstnanosti
Aktivní politika zaměstnanosti především pomáhá nezaměstnaným najít práci. Typicky lze aktivní politiky zaměstnanosti rozdělit do 3 skupin:
1. Veřejné služby zaměstnanosti – šíření informace o volných pracovních místech a pomoc nezaměstnaným s psaním životopisu a schopnostmi a dovednostmi potřebnými při přijímacím pohovoru
2. Školení a vzdělání – zvýšení uplatnění nezaměstnaných na trhu práce díky novým dovednostem
3. Tvorba dotovaných pracovních míst – typicky krátkodobá opatření, která dovolí nezaměstnaným získat pracovní zkušenosti a zabránit ztrátě dovedností
4. Speciální opatření pro mladé nebo postižené

Aktivní politika zaměstnanosti je výrazná především ve Skandinávských zemí, ale od 90. let její popularita roste napříč celou Evropou.

### Aktivní politika zaměstnanosti v ČR
V České republice je aktivní politika zaměstnanosti vymezena v Zákoně o zaměstnanosti č. 435/2004 Sb. Zajišťuje jí Ministerstvo práce a sociálních věcí České republiky a jednotlivé úřady práce.
Mezi nástroje aktivní politiky zaměstnanosti patří: 
1. rekvalifikace
2. investiční pobídky
3. veřejně prospěšné práce
4. společensky účelná pracovní místa
5. překlenovací příspěvek
6. příspěvek na zapracování
7. příspěvek při přechodu na nový podnikatelský program
8. poradenství
9. podpora zaměstnávání osob se zdravotním postižením
10. cílené programy k řešení zaměstnanosti

#### Rekvalifikace
Rekvalifikací je myšleno získání nové kvalifikace nebo zvýšení, rozšíření či prohloubení dosavadní kvalifikace. Rekvalifikace se realizuje na základě písemné dohody mezi Úřadem práce a zájemcem o zaměstnání, je-li to nutné pro jeho uplatnění na trhu práce. Za účastníka úřad práce hradí veškeré náklady rekvalifikace a může mu poskytnout příspěvek na úhradu nutných nákladů spojených s rekvalifikací, které účastník prokáže.
Celková finanční částka, kterou může úřad práce vynaložit na zvolenou rekvalifikaci jednoho uchazeče o zaměstnání nebo zájemce o zaměstnání, nesmí v období tří po sobě následujících kalendářních let ode dne prvního nástupu na zvolenou rekvalifikaci přesáhnout částku 50 000 Kč.

#### Investiční pobídka
Investiční pobídka je hmotná podpora, která je vydána zaměstnavateli za účelem vytvoření nového pracovního místa nebo je určená pro rekvalifikaci či školení jeho stávajících zaměstnanců. Zaměstnavateli je poskytnuta investiční pobídka, jestliže vytvořil nová pracovní místa v územní oblasti, ve které je průměrná míra nezaměstnanosti za dvě ukončená pololetí přecházející datu předložení záměru zaměstnavatele získat investiční pobídky nejméně o 50 % vyšší než průměrná míra nezaměstnanosti v ČR. To samé platí i o rekvalifikaci či školení zaměstnanců.

#### Veřejně prospěšné práce
Veřejně prospěšné práce jsou pracovní příležitosti, které jsou pouze časově omezené. Tyto práce spočívají v údržbě veřejných prostranství, úklidu a údržbě veřejných budov a komunikací nebo jiných obdobných činnostech ve prospěch zejména obcí nebo státních či jiných obecně prospěšných institucí. Zaměstnavatel může tyto práce vytvořit na nejdéle dvanáct po sobě jdoucích kalendářních měsíců a to i opakovaně.
Úřad práce může zaměstnavateli poskytnout peněžní příspěvek na tyto pracovní příležitosti. Výše příspěvku může být až do výše skutečně vynaložených prostředků na mzdy a platy na zaměstnance umístěného na tyto práce, včetně pojistného na sociální zabezpečení a pojistného na veřejné zdravotní pojištění.
Společensky účelná pracovní místa
Společensky účelná pracovní místa zřizuje nebo vyhrazuje zaměstnavatel na základě dohody s úřadem práce a obsazuje je uchazeči o zaměstnání, kterým nelze zajistit pracovní uplatnění jiným způsobem. Úřad práce může poskytnout příspěvek na společensky účelná pracovní místa. V případě, že má být zřízeno více než pět pracovních míst, musí si úřad práce zajistit odborný posudek.
Výše příspěvku může být až do výše skutečně vynaložených prostředků na mzdy a platy na zaměstnance umístěného na tyto práce, včetně pojistného na sociální zabezpečení a pojistného na veřejné zdravotní pojištění. Příspěvek může být poskytován maximálně po dobu dvanácti měsíců.

#### Překlenovací příspěvek
Překlenovací příspěvek může úřad práce poskytnout osobě samostatně výdělečně činné na základě dohody. Toto slouží zejména na úhradu provozních nákladů, za provozní náklady se považuje nájemné, náklady na dopravu a náklady na opravu a údržbu. Příspěvek může být poskytnut nejdéle po dobu pěti měsíců a výše příspěvku je maximálně 0,25 násobku průměrné mzdy za první až třetí čtvrtletí předcházejícího kalendářního roku.
Příspěvek na zapracování
Příspěvek na zapracování může úřad práce poskytnout zaměstnavateli na základě dohody, v případě, že zaměstnavatel přijímá do pracovního poměru uchazeče, kterému musí věnovat zvýšenou pozornost. Příspěvek na zapracování se poskytuje maximálně po dobu tří měsíců a měsíční příspěvek na jednu fyzickou osobu, může činit maximálně polovinu minimální mzdy.
Příspěvek při přechodu na nový podnikatelský program
Příspěvek při přechodu na nový podnikatelský program může poskytovat úřad práce na základě dohody, v situaci, kdy zaměstnavatel přechází na nový podnikatelský program a tudíž nemůže svým zaměstnancům zabezpečit práci v rozsahu stanovené týdenní pracovní doby. Příspěvek může sloužit jako částečná náhrada mzdy. Tento příspěvek může zaměstnavatel od úřadu práce dostávat maximálně šest měsíců a může činit nejvýše polovinu minimální mzdy.

#### Poradenství
Poradenství zajišťuje Úřad práce a jedná se především o pomoc s výběrem zaměstnání.
Podpora zaměstnávání osob se zdravotním postižením
Podpora zaměstnávání osob se zdravotním postižením zahrnuje tvorbu chráněných pracovních míst, které jsou poskytovány pouze osobám se zdravotním postižením.

#### Cílené programy k řešení zaměstnanosti
Tyto programy cílí na problémy obecního, okresního, krajského a celostátního charakter za účelem
zvýšení uplatnitelnosti se na trhu práce.

## Pasivní politika zaměstnanosti
Pasivní politika zaměstnanosti zahrnuje především podporu v nezaměstnanosti a nástroje sloužící nezaměstnaným a případně těm, kterým nezaměstnanost hrozí. Mezi výdaje na pasivní politiku zaměstnanosti se počítají i výdaje spojené s předčasným odchodem do důchodu (nikoliv však ze zdravotních důvodů). Stávající zákon o zaměstnanosti v ČR s tímto termínem nepracuje. 

### Podpora v nezaměstnanosti v ČR
V ČR vyplácí Úřad práce podporu uchazečům o zaměstnání, kteří splní podmínky dané MPSV. Jedna z podmínek je získat důchodového pojištění po dobu alespoň 12 měsíců v posledních 2 letech před zařazením do evidence uchazečů o zaměstnané. Podpora se vyplácí po dobu maximálně 5-11 měsíců podle věku uchazeče. Výše podpory se počítá na základě průměrného měsíčního čistého výdělku v posledním zaměstnání. V prvních dvou měsících činí 65% této částky, dalších dvou měsících 50% a v následujících měsících 45%.

## Výdaje na politiku zaměstnanosti v roce 2015
| Stát        | Aktivní politika zaměstnanosti (% HDP) | Pasivní politika zaměstnanosti (% HDP) |
| Austrálie   | 0,23                                   | 0,68                                   |
| Belgie      | 0,72                                   | 1,71                                   |
| Česko       | 0,43                                   | 0,19                                   |
| Dánsko      | 2,05                                   | 1,28                                   |
| Finsko      | 1,00                                   | 1,93                                   |
| Francie     | 1,01                                   | 1,98                                   |
| Chile       | 0,17                                   | 0,36                                   |
| Irsko       | 0,58                                   | 1,25                                   |
| Izrael      | 0,16                                   | 0,52                                   |
| Itálie      | 0,51                                   | 1,29                                   |
| Japonsko    | 0,14                                   | 0,17                                   |
| Kanada      | 0,24                                   | 0,62                                   |
| Korea       | 0,36                                   | 0,32                                   |
| Litva       | 0,14                                   | 0,41                                   |
| Lucembursko | 0,66                                   | 0,68                                   |
| Maďarsko    | 0,90                                   | 0,25                                   |
| Mexiko      | 0,01                                   | 0,00                                   |
| Německo     | 0,63                                   | 0,88                                   |
| Nizozemsko  | 0,77                                   | 1,82                                   |
| Norsko      | 0,52                                   | 0,46                                   |
| Polsko      | 0,46                                   | 0,27                                   |
| Portugalsko | 0,55                                   | 1,01                                   |
| Rakousko    | 0,74                                   | 1,49                                   |
| Slovensko   | 0,20                                   | 0,34                                   |
| Slovinsko   | 0,24                                   | 0,53                                   |
| Španělsko   | 0,60                                   | 1,92                                   |
| Švédsko     | 1,27                                   | 0,55                                   |
| Švýcarsko   | 0,59                                   | 0,65                                   |
| USA         | 0,10                                   | 0,18                                   |

Zdroj: stats.oecd.org